# Cody Toppert
Cody Arlyn Toppert, conosciuto anche come Cody Töpper (Albuquerque, 10 gennaio 1983), è un ex cestista e allenatore di pallacanestro statunitense con cittadinanza tedesca ottenuta nel 2009.
È il fratello di Chad Toppert.
Il suo cognome è cambiato dal momento in cui ha ricevuto cittadinanza tedesca, in quanto Töpper era il cognome originale del nonno emigrato negli Stati Uniti.

## Carriera
Dopo essere uscito dalla Cornell University si accasa agli Albuquerque Thunderbirds, franchigia che al termine di quell'anno vinse il titolo della lega di sviluppo americana D-League.
La sua carriera continua in giro per il mondo: gioca in Nuova Zelanda coi Taranaki Mountainairs (terzo miglior marcatore del campionato), poi in Portogallo col Barreirense, quindi un passaggio in Bulgaria senza mai scendere in campo e il ritorno negli States con i Great Falls Explorers nella lega CBA.
Vola in Germania dove veste le maglie di Gottinga (massima serie) e Weißenhorn (seconda serie), prima di fare una tappa in Inghilterra coi Plymouth Raiders dall'estate 2010.
Dopo un periodo in prova, il 6 gennaio viene ufficialmente ingaggiato dalla Fulgor Libertas Forlì con la quale sottoscrive un contratto a gettone di un solo mese, pronto ad essere rinnovato in caso di buon rendimento.
Il 24 gennaio la società gli prolunga il contratto di altre 3 settimane.
Nell'estate 2011 si trasferisce in Spagna all'Ourense.